# كاتو ميد

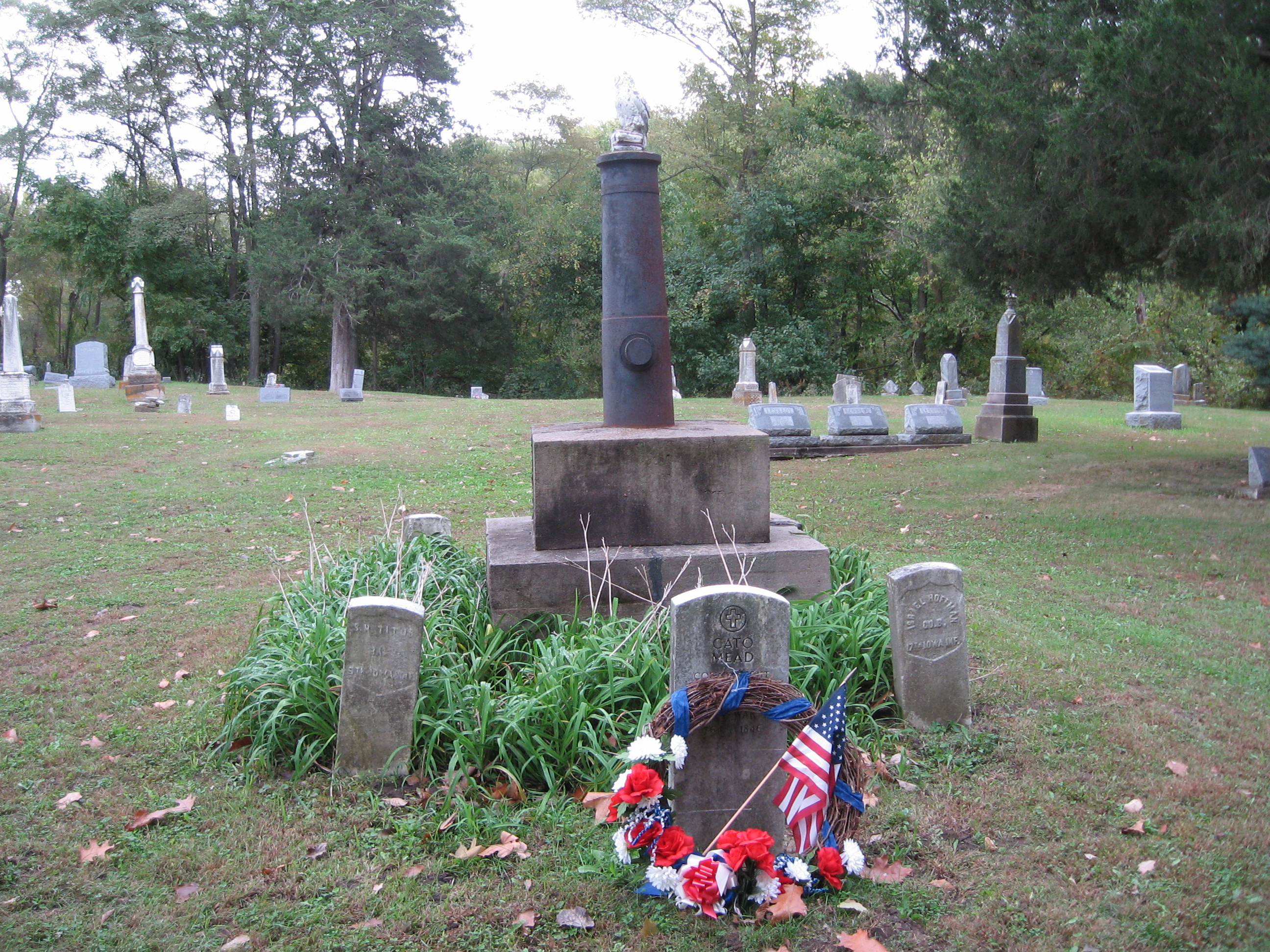
قبر كاتو ميد، أيوا.

كاتو ميد (بالإنجليزية: Cato Mead) هو عسكري أمريكي، ولد في 1762 في نورويتش في الولايات المتحدة، وتوفي في 1846 في مونتروز في الولايات المتحدة.